# Louis Braille
Louis Braille (), francoski izumitelj, * 4. januar 1809, Coupvray, Francija, † 6. januar 1852, Pariz.
Izumil je braillovo pisavo (poslovenjeno Brajeva pisava ali brajica), posebno abecedo, ki slepim in slabovidnim omogoča branje in pisanje. Braille se je rodil z zdravim vidom, a je zelo zgodaj zaradi posledic nesreče oslepel. V svojih najstniških letih je razvil metodo, ki že dve stoletji slepim omogoča sporazumevanje in dostop do znanja.
Slep na obe očesi je Louis Braille že kot deček obvladal svojo invalidnost. Odlikoval se je v svoji izobrazbi in prejel štipendijo za francoski kraljevski inštitut za slepo mladino. Ko je bil tam še študent, je začel razvijati sistem taktilne kode, ki bi slepim ljudem omogočil hitro in učinkovito branje in pisanje. Navdihnjen z vojaško kriptografijo Charlesa Barbierja, je Braille izdelal novo metodo, izdelano posebej za potrebe slepih. Svoje delo je prvič predstavil vrstnikom leta 1824.
V odrasli dobi je Louis Braille služboval kot profesor na inštitutu in bil glasbenik, vendar je preostanek svojega življenja večinoma preživel v izboljšanju in razširitvi svojega sistema. Večina vzgojiteljev ga več let po njegovi smrti ni uporabljala, vendar so potomci brajico prepoznali kot revolucionarni izum in je bil prilagojen za uporabo v jezikih po vsem svetu.

## Otroštvo
Braille se je rodil v kmečki francoski vasici Coupvray. Louisov oče, Simon-René, je bil vaški sedlar in jermenar. V njegovi delavnici se je Louis velikokrat igral, kar je leta 1812 privedlo do nesreče. Radovednemu triletniku se je v oko zapičilo ostro orodje, najverjetneje sedlarski nož ali šilo. Krvavitev se je ustavila in takoj so poklicali zdravnika. Ker pa takrat še niso poznali vzrokov in zdravljenja okužb, se je ta razširila iz rane na drugo oko. Postopoma je izgubljal vid in do svojega petega leta dokončno oslepel. Vaški župnik, oče Palluy, je prepoznal Louisovo bistroumnost in mu izboril mesto v krajevni šoli. Slepi otroci so v tistem času le redko hodili v šolo, Louis pa je že kmalu postal najboljši v razredu. Šolanje je nadaljeval na Kraljevem zavodu za slepe otroke v Parizu.

## Izobrazba

### Haüyeve knjige za slepe
Valentin Haüy, ustanovitelj šole, je razvil način tiskanja knjig za slepe. Debel papir so pritisnili na velike svinčene modele, da so se na njem pojavile izbočene latinične črke, ki jih je bilo mogoče otipati. Za izdelavo nekaj izvodov ene strani je bilo potrebno več tednov dela, zato je Haüyu v več letih uspelo izdelati le peščico knjig. Bile so velike in okorne, branje pa počasno. 

### Glasbenik in učitelj
Louis je v šoli pokazal sposobnosti precej nadarjenega otroka. Pri vseh predmetih mu je šlo dobro, še posebno pri glasbi – učil se je igranja na klavir. Njegova starša sta izgubila strah pred tem, da bo postal nebogljen berač, ko ne bosta mogla več skrbeti zanj. Zdaj sta imela upanje, da bo lahko služil denar kot glasbenik. V kasnejših letih je postal organist v pariških cerkvah.
Kot sedemnajstletni študent je začel poučevati mlajše učence algebro, slovnico, zemljepis in igranje orgel. Dve leti kasneje je uradno postal učitelj v Zavodu.

### Barbierove pike in črtice
Leta 1821 je zavod obiskal Charles Barbier, stotnik francoskega topništva. Predstavil je način sporazumevanja, ki je uporabljal le izbočene pike in črtice, imenovan nočna pisava. Prvoten namen pisave je bilo skrivno prenašanje povelj med vojaki tudi v temi. Barbier je svoj sistem priredil, da so ga lahko uporabljali slepi. Poimenoval ga je sonografija. Za zapis besed ni uporabljal posameznih črk, ampak je s skupki pik in črtic izražal glasove. Sonografijo so prvi preizkusili Braille in njegovi sošolci ter ugotovili, koliko lažje je razlikovati te oblike od privzdignjenih črk. S pomočjo novega sistema so lahko hitreje brali in tudi pisali. Pike in črtice je pisec delal s pomočjo tankega koničastega orodja; vtisnil jih je v debel papir, tako da so se na drugi strani otipale kot izboklinice. Pisati je bilo treba od desne proti levi, da je bilo mogoče, ko si list obrnil, brati od leve proti desni. Kmalu so ugotovili, da ima ta način tudi velike napake. Z njim ni bilo mogoče zapisovati besed po črkah, vstavljati ločil, zapisovati števil, pisati glasbe itd. Trinajstletni Louis je poskušal napraviti nekaj izboljšav in za to porabil vsak prost trenutek. Odkril je način kako zapisati vse črke abecede, vsa naglasna znamenja in ločila ter matematične simbole, pri tem pa je uporabljal le šest pikic. Skupek pik za vsak znak je bil tako majhen, da premikanje prsta sploh ni bilo potrebno. 

## Razvoj Braillove pisave
Leta 1827 je bila v njegovo abecedo najprej prevedena knjiga francoske slovnice, leto kasneje pa je svoj sistem razširil tudi na zapisovanje glasbe. Na ta način so slepi glasbeniki ne le brali glasbo, ampak jo tudi sami skladali.
Leta 1829 je izšla prva izdaja Braillove knjige Način zapisovanja besed, glasbe in preprostih pesmi z uporabo pik za slepe. To je pomenilo uradno »rojstvo« Braillove pisave. V uvodu je primerjal svoj izboljšani sistem s sistemom stotnika Barbiera, vseeno pa je Barbieru priznaval vse zasluge za iznajdbo pisanja s pikami.
Leta 1836 je na prošnjo nekega angleškega učenca dodal svoji abecedi še črko W, ki je v francoščini ni. 

## Rafigrafija
Da bi si slepi in ljudje, ki vidijo, med seboj lahko dopisovali, je Louis 1839 iznašel rafigrafijo; način zapisovanja črk navadne abecede s privzdignjenimi pikami. Tako so lahko slepi napisano otipali, zdravi pa videli. Velik korak naprej za to iznajdbo je bil stroj za tiskanje rafigrafije, ki ga je razvil Louisov slepi prijatelj François-Pierre Foucault. 

### Nasprotovanja
Od leta 1829 si je takratni ravnatelj Zavoda dr. Alexandre François-René Pignier prizadeval, da bi Braillovo pisavo na šoli sprejeli kot uraden sistem. A prošnje so pri upravnem odboru šole naletele na nasprotovanje. Uradno je morala šola še vedno uporabljati pisavo vtisnjenih črk Valentina Haüya. Sprememba sistema bi bila draga, saj bi morali natisniti nove knjige in spremeniti vse učne metode na šoli. Mnogi so verjeli, da bi morali slepi uporabljati isto abecedo kot ljudje, ki vidijo, kar je bil tudi glavni razlog, da je trajalo toliko časa preden so Braillovo pisavo mednarodno sprejeli. Pomenljivo je, da je Braille pri 27-ih npr. izbral in prevedel nekaj del slepega angleškega pesnika Johna Miltona in skušal z javnim predavanjem dokazati, da lahko hitro piše in bere, vendar so poslušalci mislili, da se je vsega naučil na pamet.

### Uveljavitev Braillove pisave
Po dvajsetih letih odločnosti je bila bleščeča iznajdba Louisa Brailla končno uradno priznana. 
- 1854: Braillova pisava postane uradna pisava slepih v Franciji
- 1878: na mednarodnem kongresu je pisava izbrana za najboljši sistem za slepe, ki se je počasi a vztrajno širil po vsem svetu
- 1929: izdelan mednarodni sistem zapisovanja glasbe v Braillovi pisavi

## Bolezen in smrt
V letih po 1830. so se pri Louisu pokazali prvi znaki tuberkuloze, pljučne bolezni, za katero takrat še niso poznali zdravila. Njegovo zdravje se je ves čas slabšalo. Imel je notranje krvavitve in bil prisiljen ostajati v postelji tudi po več tednov. Umrl je 6. januarja 1852, dva dni po svojem triinštiridesetem rojstnem dnevu. Pokopali so ga v Coupvrayu.
Sto let kasneje, 1952, so njegovo truplo premestili iz Coupvraya v Pariz, kjer so ga pokopali v Panteonu, kar je najvišja čast, ki lahko doleti francoskega državljana.
Nočemo biti zaprti pred svetom samo zato, ker ne vidimo. Zato moramo delati in se učiti, da bomo enakovredni drugim, da nas ne bodo prezirali zaradi naše nevednosti in ne bomo predmet sočutja. Storil bom vse, kar je v moji moči, da vam pomagam z znanjem doseči dostojanstvo.— Louis Braille